# Philodromus melanostomus
Philodromus melanostomus là một loài nhện trong họ Philodromidae.
Loài này thuộc chi Philodromus. Philodromus melanostomus được Tord Tamerlan Teodor Thorell miêu tả năm 1895.